# Macrostomida
Macrostomida – rząd mikroskopijnych, wolnożyjących płazińców, klasycznie zaliczanych do wirków, obecnie umieszczany w gromadzie Macrostomorpha. Opisanych jest około 250 gatunków, występujących w wodach słodkich, słonych i brakicznych.

## Systematyka
W obrębie rzędu wyróżnia się trzy rodziny:
- Dolichomacrostomidae Rieger, 1971
- Macrostomidae Beneden E., 1870
- Microstomidae Luther, 1907

## Budowa
Niewielkie (0,5 do 5 mm) robakowate zwierzęta, przeważnie okrągłe w przekroju, jedynie większe formy spłaszczone grzbieto-brzusznie. Nabłonek urzęsiony z obecnymi rabditami. Z przodu ciała posiadają subtemrinalnie położony otwór gębowy, który przechodzi w prostą, umięśnioną  gardziel (tzw. pharynx simplex), prowadzącą do ślepego jelita.
Ośrodkowy układ nerwowy zbudowany z mózgu, położonego przed otworem gębowym, i dwóch głównych lateralnych pni nerwowych. Na obwodowy układ nerwowy składają się cztery podłużne nerwy (dwa brzuszne i dwa grzbietowe) oraz dwie zdecentralizowane sieci nerwowe – subepitelialna i submuskularna. W obrębie stomatogastrycznego układu nerwowego można wyróżnić pierścień komórek nerwowych otaczających gardziel oraz rozproszoną sieć nerwową wokół jelita. Z przodu ciała występuje para prostych oczu i sztywne czuciowe rzęski, brak natomiast statocysty.
W skład układu rozrodczego wchodzą parzyste jajniki i jądra. Ujście jajowodu osobne (u Macrostomidae i niektórych Microstomidae) lub wspólne (u Dolichomacrostomidae i niektórych Microstomidae) z męskim gonoporem. Męski narząd kopulacyjny wyposażony w kutykularny sztylet, którego budowa ma znaczenie taksonomiczne.

## Rozmnażanie i rozwój
Macrostomida są zwierzętami hermafrodytycznymi charakteryzującymi się zapłodnieniem wewnętrznym. Zapłodnione ektolecytalne jaja przechodzą bruzdkowanie spiralne, co uchodzi za cechę prymitywną w obrębie płazińców. Niektórzy przedstawiciele rodziny Microstomidae rozmnażają się bezpłciowo na drodze paratomii, formując łańcuchy liczące po kilka zooidów.